# Pardon des Terre-Neuvas (Saint-Malo)

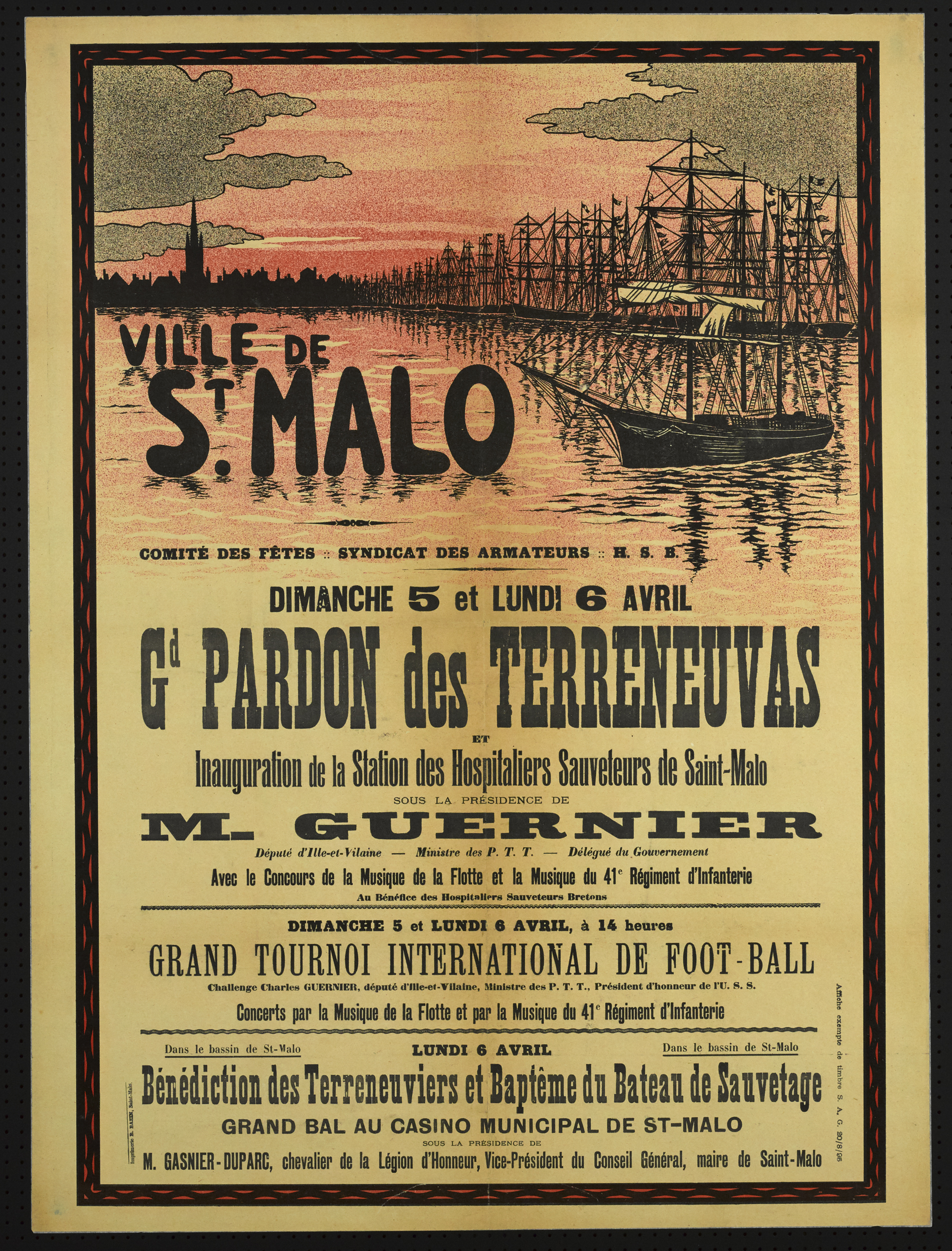
Annonce pour la cérémonie du pardon malouin de 1931

Les cérémonies du Pardon des Terres Neuvas à Saint-Malo sont des célébrations religieuses traditionnelles catholiques et des fêtes maritimes qui se sont déroulées entre 1926 et 1966. Leur but était de rendre hommage et de protéger les marins qui partaient pêcher la morue dans les eaux de Terre-Neuve, au Canada.

## Le rôle du Pardon des Terre-Neuvas
Les pêcheurs de morues bretons fréquentent les bancs de l’île de Terre-Neuve et le golfe du Saint-Laurent dès le début du XVIe siècle, tout comme les Basques et les Normands. Or leurs expéditions sont très dangereuses et meurtrières : la cérémonie du Pardon, précédant le départ, avait donc pour but principal d’assurer la sécurité et la prospérité des marins en mer, en demandant pardon à celle-ci par le biais de prières et de bénédictions. Cette cérémonie permettait également de rassurer les familles qui devront ensuite attendre, dans l’angoisse, le retour des marins partant en mer pendant 5 à 8 mois.

Ces cérémonies sont donc intimement liées à la crainte de la mer, comme l'évoque Michel Mollat en 1979 :

« La crainte de la mer est un topos (...) Le christianisme l’a retrouvé dans la culture antique comme il l’avait recueilli dans l’héritage biblique. La mer est la source de tous les maux, puisqu’elle est le domaine de l’instable, une survivance du chaos originel, le séjour d’animaux monstrueux et de poulpes géants. (...) Ainsi le mal règne-t-il sur la mer et vient d’elle (...) Le royaume maudit de la mer s’étend sur les côtes, frontières de la mort »

Il existe plusieurs pardons maritimes en Bretagne : par exemple le pardon des Islandais à Paimpol.

## Origines de la cérémonie

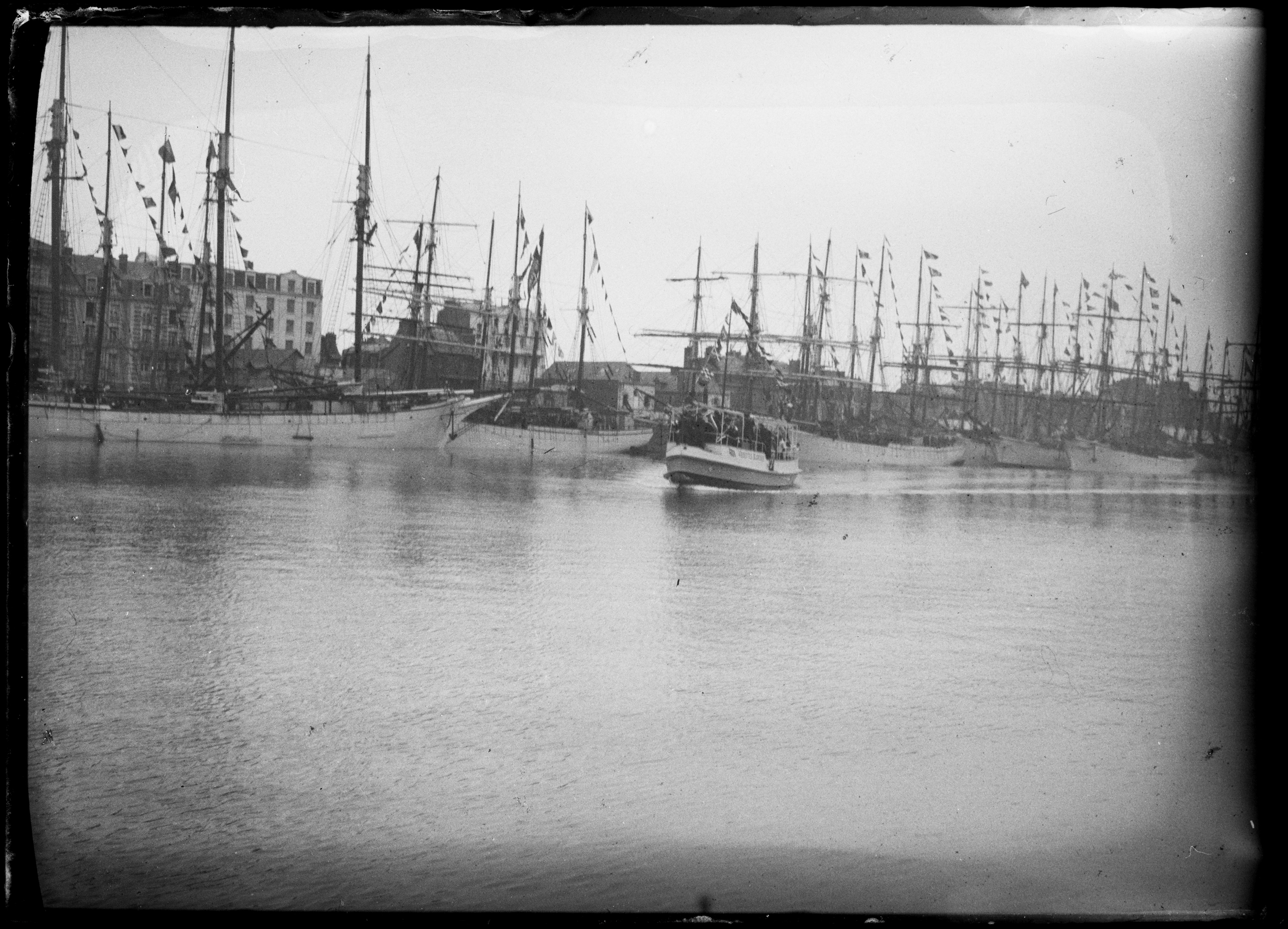
Le moment de la bénédiction des voiliers lors d'une cérémonie du pardon malouin

Les cérémonies du Pardon apparaissent en France dans la 2ème moitié du XIXe siècle. Elles sont précédées par de nombreuses initiatives privées : ainsi, des processions étaient déjà organisées, notamment à Cancale ou à Blainville-sur-Mer, en vue des départs . La première cérémonie du “Pardon des Terre-Neuvas” à Saint-Malo quant à elle apparaît plus tardivement, le 28 mars 1926. Ce premier pardon malouins est organisé conjointement par le bureau du Syndicat d’initiative, le Comité des fêtes et le Syndicat des armateurs. La cérémonie aurait alors été un moyen d’encadrer et de redonner du lustre à la traditionnelle Sainte-Ouine, une assemblée foraine organisée au moment du départ des marins Terre-Neuvas. De fait, la fête était le lieu de nombreux débordements comme l'explique Patrick Poivre d'Arvor : 

« La célébration est très vite devenue une fête de village, où les bagarres n’étaient pas rares – une version à l’ère chrétienne du banquet qui clôt chaque aventure d'Astérix »

## Déroulement de la cérémonie

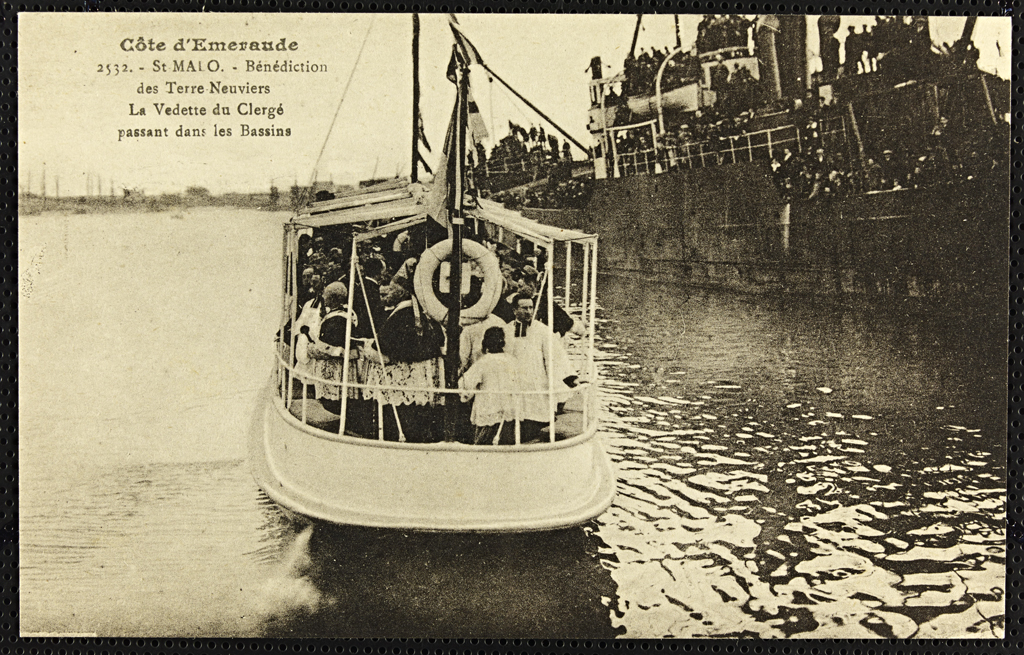
La bénédiction des bateaux par le clergé à Saint-Malo au XX^{e} siècle.

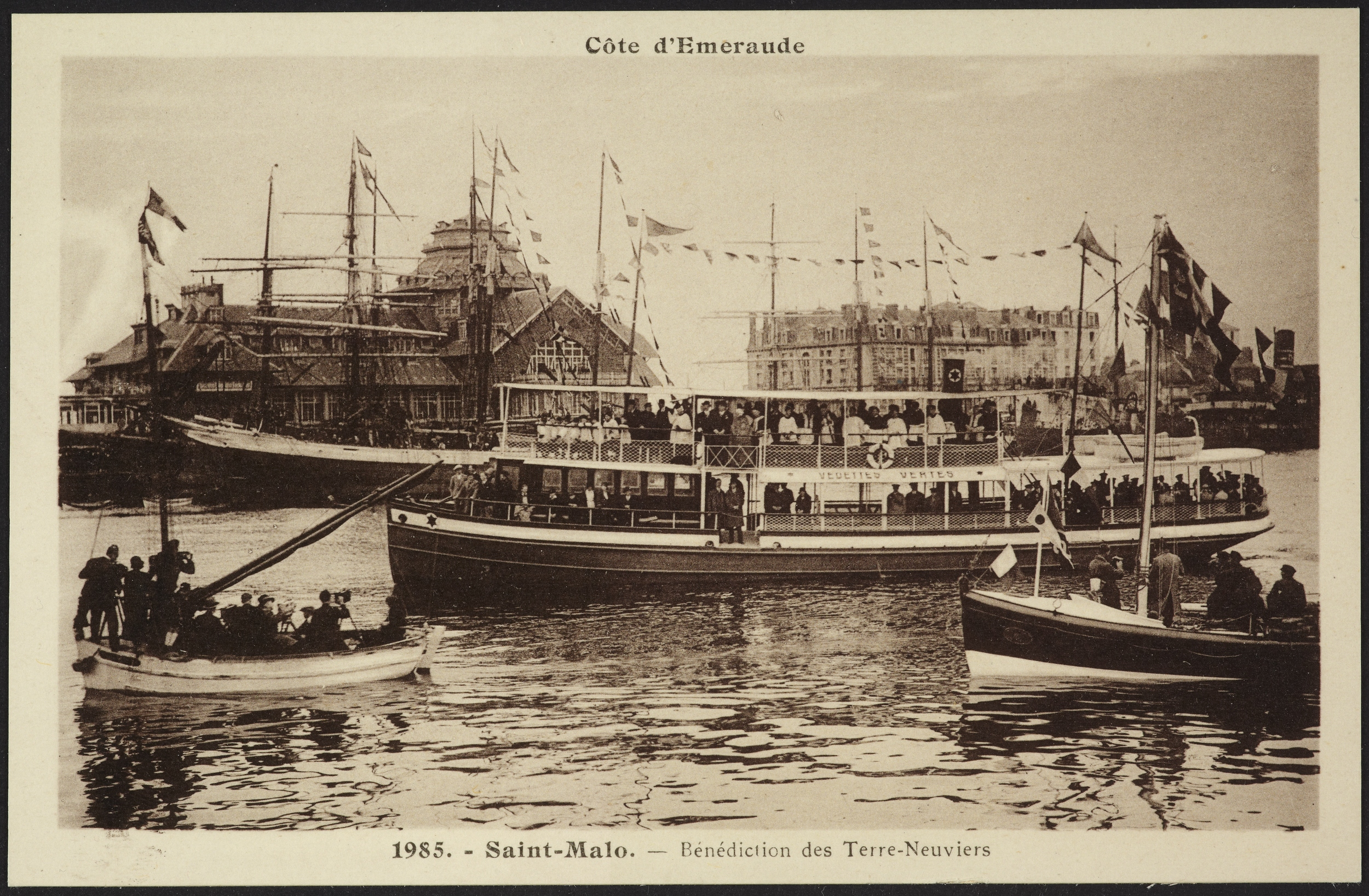
La bénédiction des Terre-Neuviers filmée par plusieurs caméras.

La cérémonie se déroule donc au moment du départ, généralement en mars ou plus tard et se poursuit d’une certaine manière au retour en automne par le dépôt d’ex-voto . Elle se déploie en plusieurs étapes : une messe est célébrée à la cathédrale de Saint-Malo lors de laquelle sont bénis les équipages, les familles et les armateurs, poursuivie par une procession religieuse dirigée par l'archevêque permettant notamment le transport de la Vierge des Terre-Neuvas, suivie des bannières des différentes paroisses de la région au-dessous desquelles leurs habitants respectifs se rassemblent. Des répliques de navires portées par des enfants font également partie de la cérémonie : elles symbolisent les terre-neuviers partant en campagne, et sont pavoisées comme les véritables bateaux. La procession finit par rejoindre l'esplanade Saint-Vincent du port de Saint-Malo, où le corps religieux monte sur une vedette qui passe ensuite devant les goélettes avec leur équipage de marins, afin de les bénir depuis la mer, eux et leur navire. Cette bénédiction a donc pour particularité de se faire directement depuis les eaux, comme à Fécamp ou Paimpol. Enfin, à la cérémonie religieuse viennent s’ajouter les évènements liés à la tradition foraine et populaires, à l’instar des courses de yoles ou de doris organisées par la Marine nationale.

## Succès et déclin d’une fête populaire

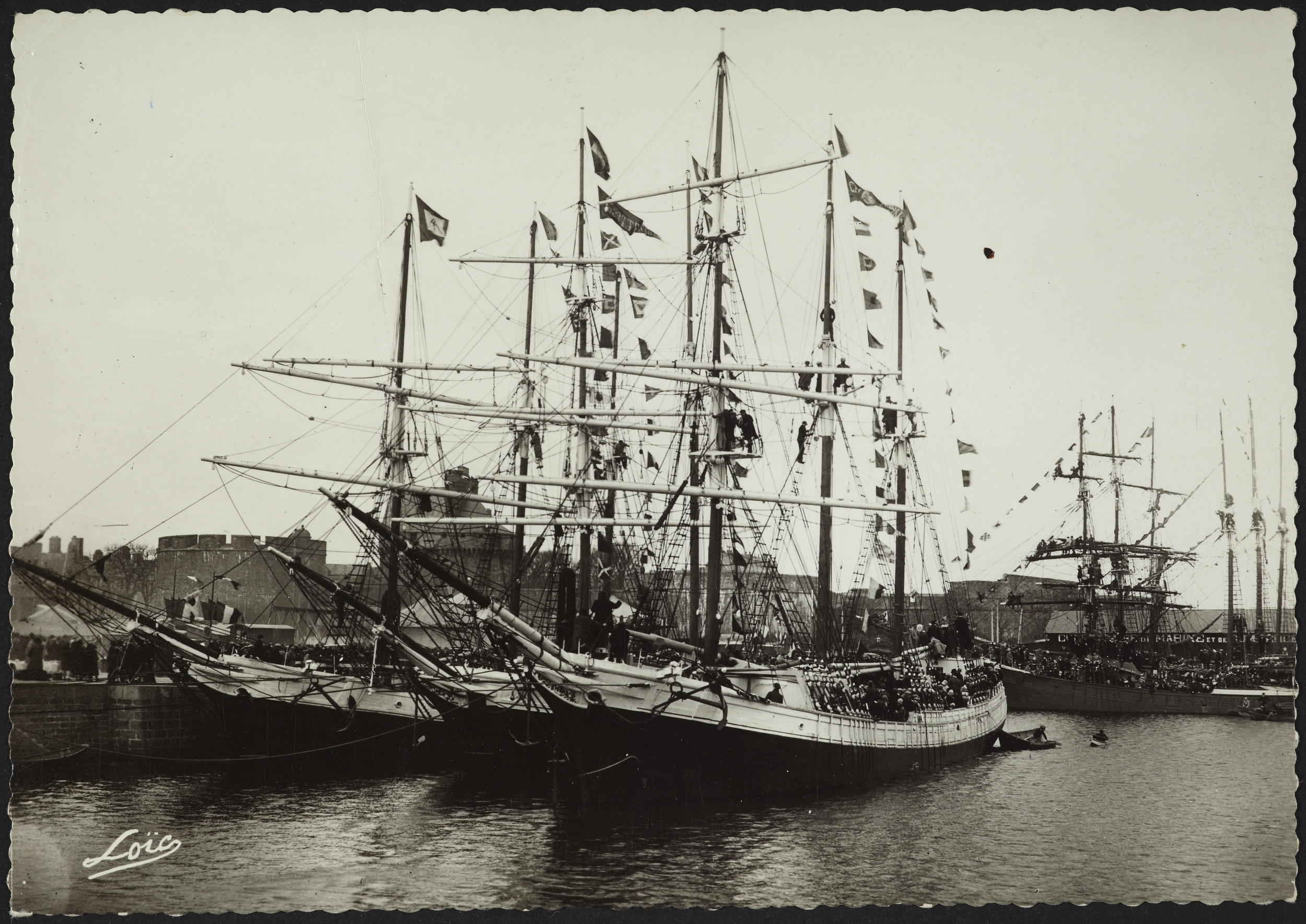
L'aspect pittoresque de ces cérémonies est en partie dû au pavoisement des bateaux, ornés pour l'occasion.

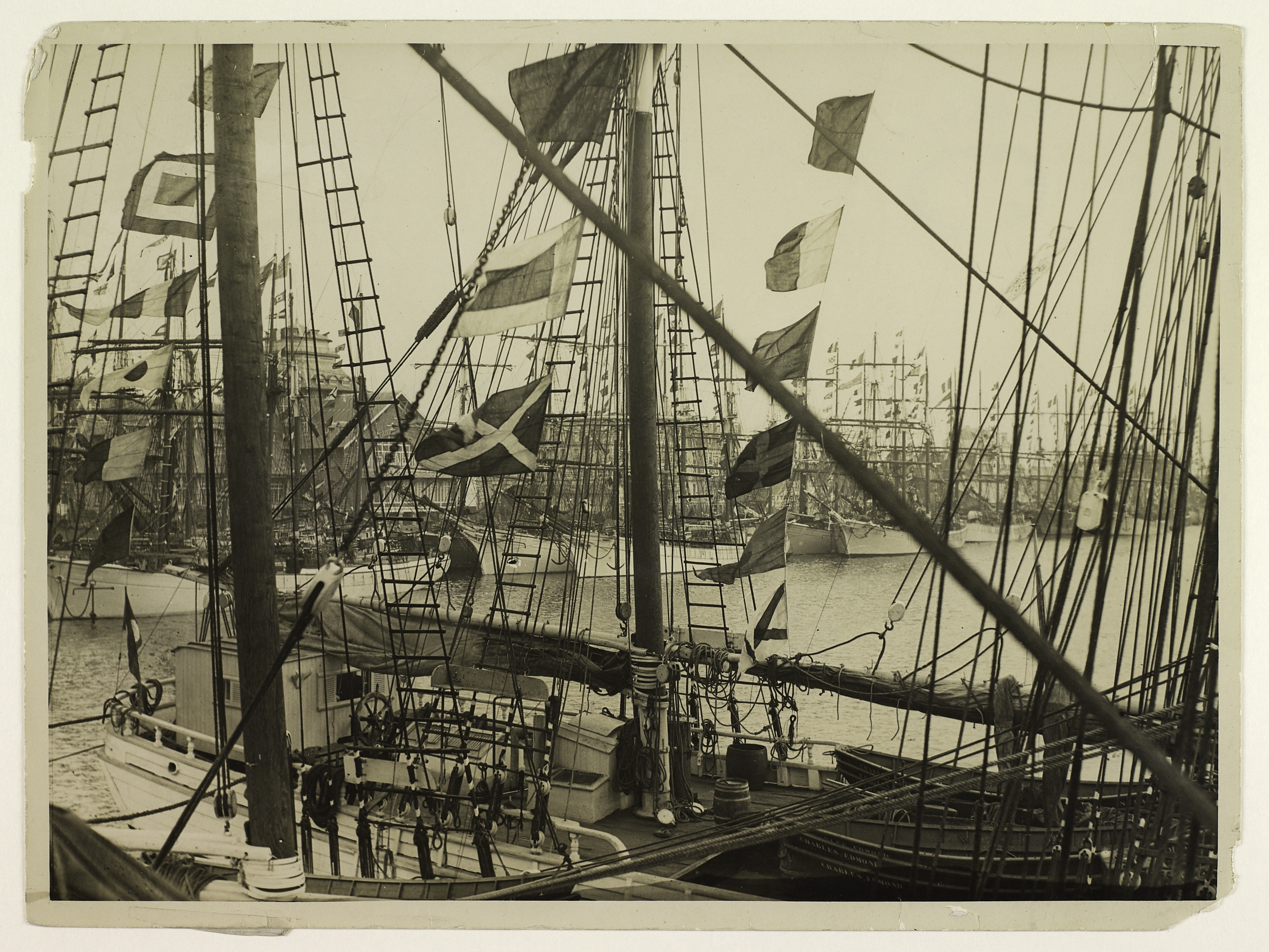
Un autre exemple de pavoisement des bateaux pour une cérémonie du pardon malouin.

Ainsi, la cérémonie du Pardon de Saint-Malo est à la fois un évènement religieux et une fête populaire qui réunit les habitants de la ville mais pas seulement. Elle est « partagée entre traditions, dans le sens où la fête est encadrée par la religion et modernité par la dimension commerciale, économique, municipale et touristique qui lui est attribuée ». En effet, dès le premier pardon malouin en 1926, la fréquentation est estimée à 50 000 personnes : des trains spéciaux sont mis en place pour permettre à tous d’y assister, et la presse nationale mais aussi les actualités cinématographiques sont conviées. L’évènement prend donc une certaine ampleur et dépasse le cercle des pêcheurs : son rôle n’est plus seulement de rassurer les familles avant le départ mais de mettre en valeur ces pêcheurs aux yeux de tous, de les héroïser.
Cette volonté d’héroïser les pêcheurs fait écho aux changements que traverse alors le monde de la pêche à la morue : le désarmement du dernier voilier en 1952 entraîne le déclin de la fête qui « perd de son pittoresque » et se clôt par un dernier pardon le 30 janvier 1966, filmé pour l'occasion.
En outre, un banquet est organisé l'après-midi à l'Hôtel de France et de Chateaubriand, suivant donc la cérémonie religieuse qui se déroule le matin. Lors de ce banquet se retrouvent des représentants des municipalités du pays malouin, le Clergé et des représentants des métiers du commerce, de l'économie et du tourisme. Les marins assistent peu au banquet, notamment en raison de son prix élevé. Au banquet vient s'ajouter la fête foraine qui est une reprise de la Sainte-Ouine évoquée précédemment.

## Le Pardon malouin aujourd’hui
Depuis quelques années, le pardon malouin a été restauré : une messe, une bénédiction des bateaux en mer et un repas sont organisés par la commune et sa paroisse. S’il reste « un puissant média pour ce qui, hier comme aujourd’hui, traduit les croyances, les imaginaires, les représentations associés au monde de la mer », il est également désormais intimement lié à la saison touristique avec laquelle il coïncide. Ainsi, en 2023 il s'est tenu au mois de juillet au lieu du mois traditionnel de mars.